# 阿纳普鲁斯
阿纳普鲁斯是巴西马拉尼昂州的一个市镇。总面积608.274平方公里，总人口12660人，人口密度20.8人/平方公里。